# Corhiza suensoni
Corhiza suensoni is een hydroïdpoliep uit de familie Halopterididae. De poliep komt uit het geslacht Corhiza. Corhiza suensoni werd in 1896 voor het eerst wetenschappelijk beschreven door Jäderholm. 